# Роз'їзд 83 Тербенбес
Роз'їзд 83 Тербенбе́с (каз. рзд.83 Тербенбес) — станційне селище у складі Аральського району Кизилординської області Казахстану. Входить до складу Саксаульського сільського округу.
Населення — 32 особи (2021; 54 у 2009, 70 у 1999).